# Bertil Gylling

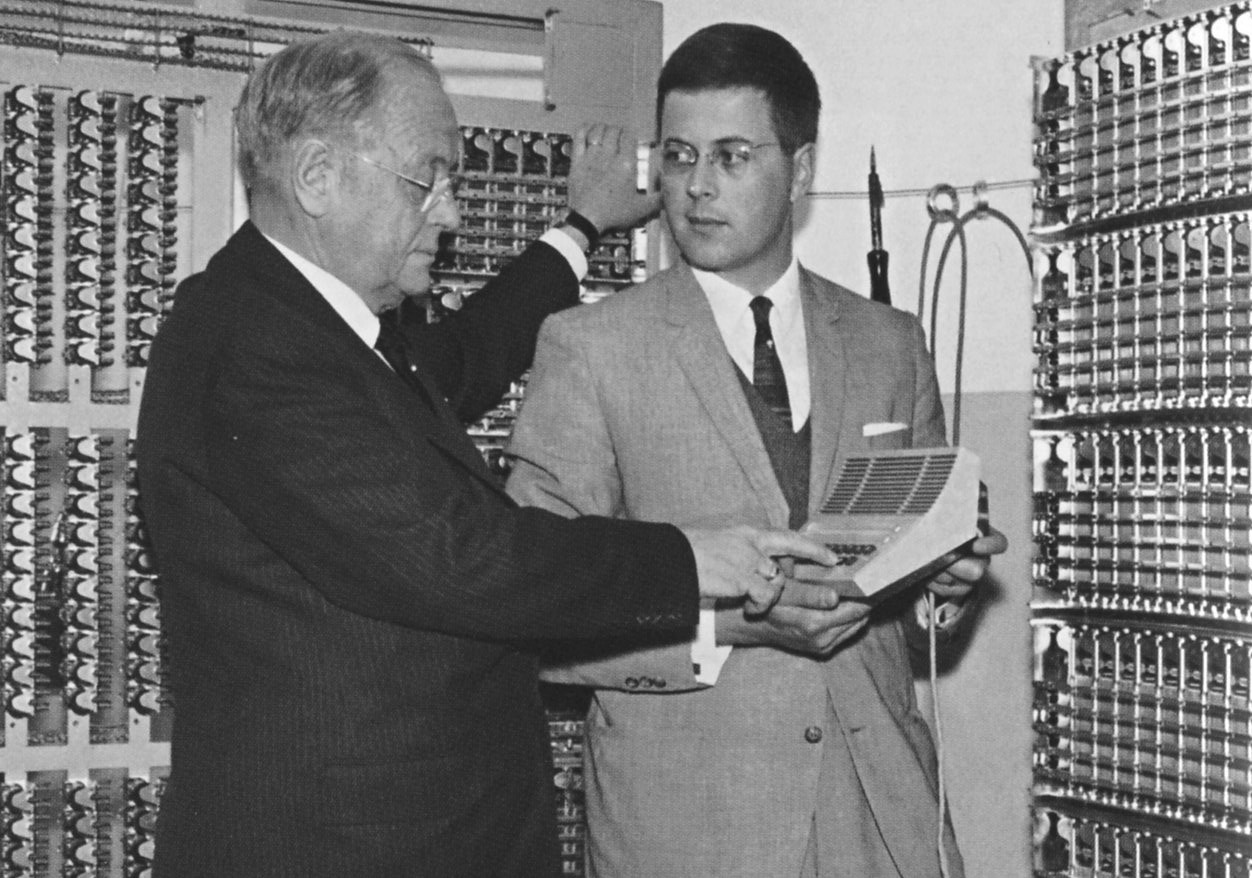
Bertil Gylling senior och junior med sin framgångsrika snabbtelefon.

Birger Bertil Harald Gylling, född 9 oktober 1887 i Stenstorps församling, Skaraborgs län, död 16 november 1982 i Stockholm, var en svensk affärsman. Han grundade 1912 företaget Gylling & Company och 1937 Centrum Radio (tillverkare av bland annat radioapparater, snabbtelefoner och annan hemelektronik). TV-producenten och programledaren Thomas Gylling är barnbarn till Bertil Gylling (senior).

## Uppväxt
Bertil Gylling växte upp i Åmål i slutet av 1800-talet i en från början välbärgad familj. Fadern var officer men dog redan när sonen var 13 år. Han var elev vid läroverken i Skara och Åmål. Familjen förlorade sin förmögenhet och det fanns knappt ekonomiska förutsättningar för sonen Bertil att studera. Efter konfirmationen arbetade Gylling på Bergslagens mekaniska verkstad i Åmål, där han bland annat reparerade lokomotiv. I 18-årsåldern drabbades han av tuberkulos.

## Liv och verk

### Gylling & Co och Centrum Radio

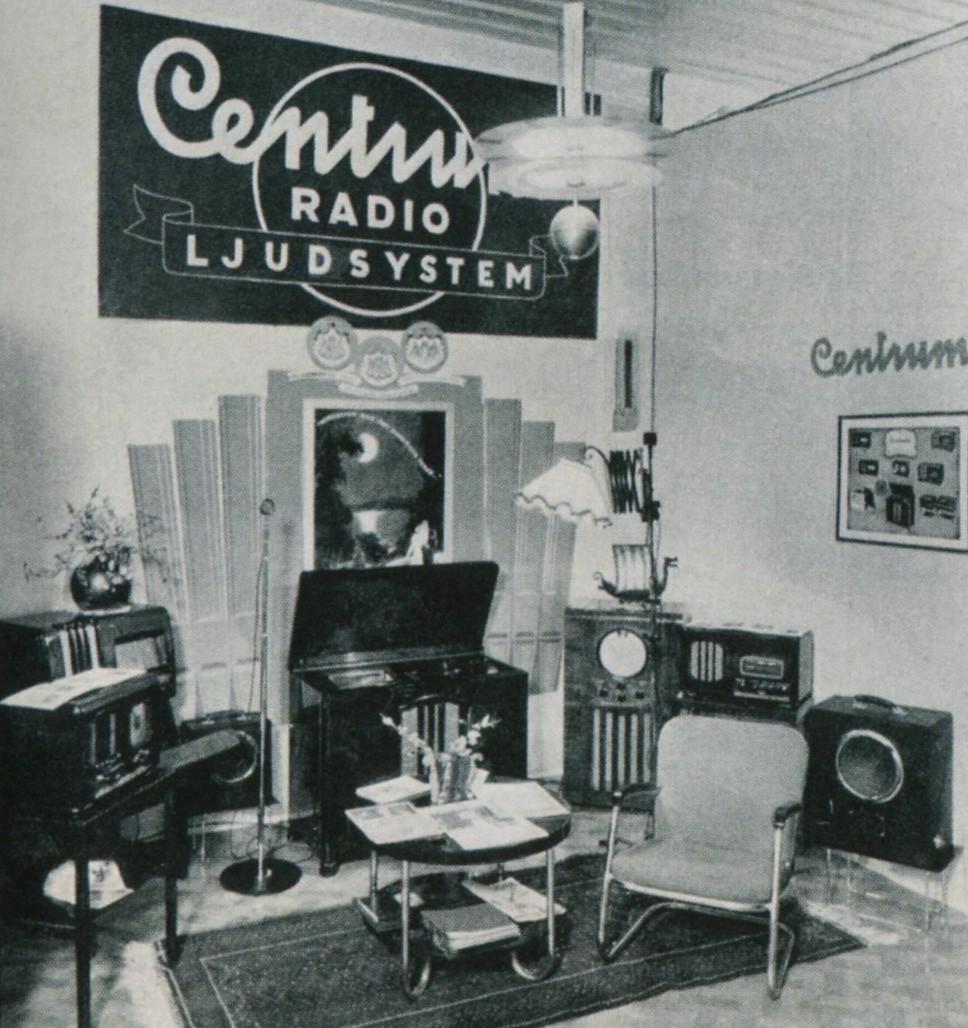
Centrum Radio Ljudsysten 1939.

I 25-årsåldern 1912 bildade Bertil Gylling firman Gylling & Company som var ett litet postorderföretag med bland annat leksaker, sällskapsspel, sybehör, hygienartiklar och psalmböcker i sortimentet. 1913 flyttade Gylling & Co till en villa i Fagersjö, södra Stockholm. 1922 gifte sig  Bertil Gylling med Helene Jungwirth från Österrike. Paret slog sig ner i villan i Fagersjö vid sjön Magelungen. Helene Jungwirth var dotter till målaren Josef Jungwirth (1869–1950) som var lärare vid Akademie der bildenden Künste i Wien och porträttmålare vid det österrikiska hovet med bland annat måleriuppdrag av ärkehertigen Franz Ferdinand.

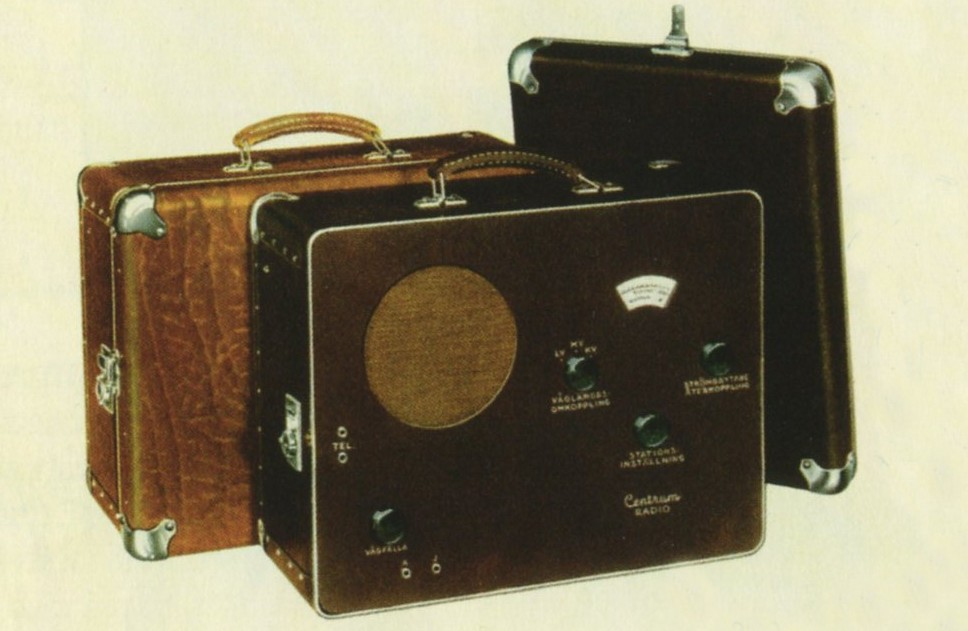
Centrum "reseradio" från 1937.

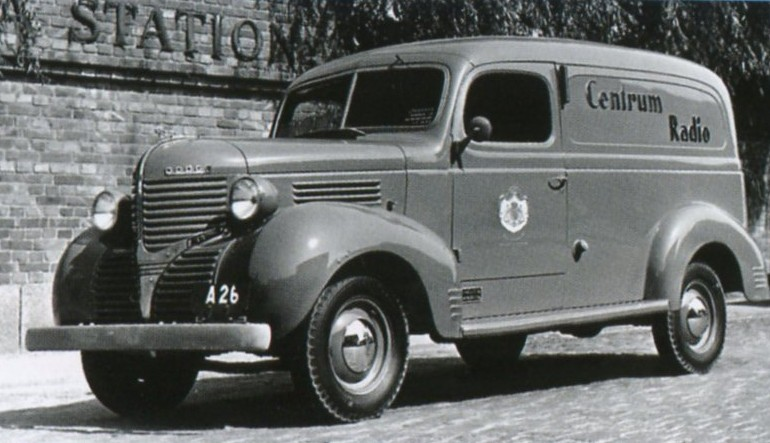
Distributionsbil på 1940-talet.

Det var hustruns hemlängtan som förmådde Bertil Gylling att anskaffa en radioapparat så att med hjälp av en lång antenn och hörlurar direktsändningar från Wien kunde höras i villan vid Magelungen. Det blev upptakten till att Gylling & Co började sälja radioapparater till en början av franskt ursprung med tillhörande koppartråd för den nödvändiga antennen. 1927 lanserades en kristallmottagare (byggd av DUX) som kostade inklusive hörlurar 28 kronor, den såldes i 10 000 exemplar. Radion hade kommit för att stanna.
År 1930, när sonen Bertil Gylling (junior) var ett år gammal, flyttade familjen till villa Vårbacka (se Gyllingska villan) i Södertörns villastad vid Högerudsbacken 51 (nuvarande Farsta strand).  Stämningen på Vårbacka präglades av sekelskiftets Wien och centraleuropeiskt kulturliv och det hände att både den svenska och österrikiska flaggan hissades.
Under namnet “Centrum Radio” (grundat 1937) tillhandahöll Gylling ett stort sortiment av radioapparater med egen konstruktion och egen tillverkning vid Stadsgården i Stockholm. En speciell högtalarkonstruktion gav radioapparaterna ett mjukt och behagligt ljud och Centrum Radios mottagare blev i reklamen “… radion med den underbara tonen”. Tidigt lanserade man en reseradio, eller "4-rörs portativ batterimottagare", som det hette i broschyren. Den såg ut som en resväska, fanns i både svart och brunt utförande, hade kortvåg, mellanvåg och långvåg och kostade 195 kronor. "För nedbringandet av vikten äro alla metalldelar utförda av aluminium" stod det i broschyren, ändå vägde apparaten inklusive batterier 9,7 kg.
Centrum Radio låg i segmentet för den högsta pris- och kvalitetsklassen. Royal De Luxe (kungaradion) exempelvis kostade 1937 så mycket som 465 kronor, det motsvarar cirka 13 000 kronor år 2010 och företagets mest exklusiva radiogrammofon betingade 932 kronor (idag ca 25 000 kronor). I en broschyr till Centrum Radios 20-årsjubileum 1948 presenterades 18 olika radioapparater och radiogrammofoner. Radion och grammofonen hade blivit en mode- och statuspryl.

### Kungens radio

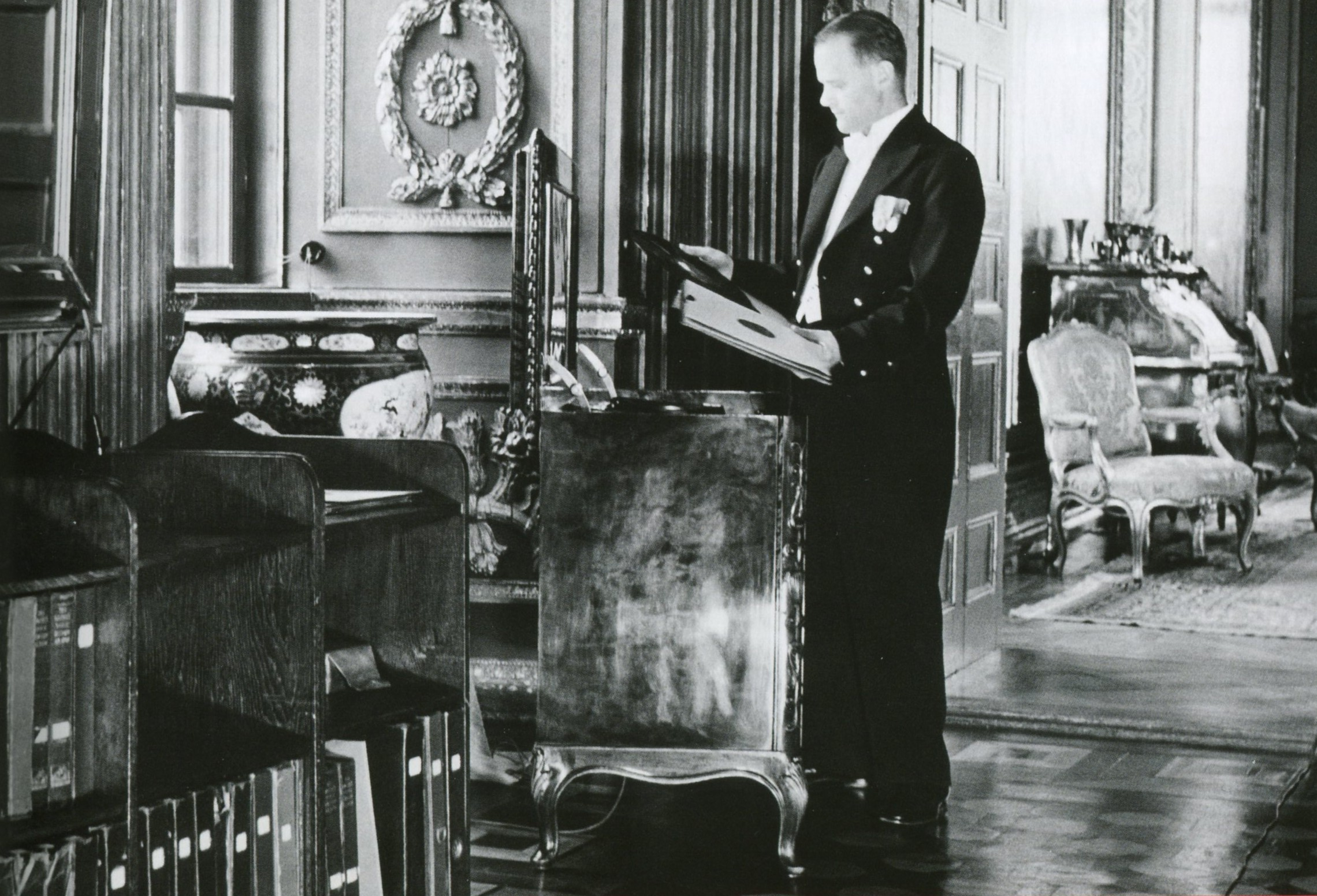
Gustaf V:s Gylling-radio på Slottet 1932.

En stor reklam- och prestigemässig framgång blev att kung Gustaf V beställde en specialbyggd radioapparat efter kungens idé. Apparaten skull vara  "… försedd med en karta så konstruerad att en positionslampa lyste på kartan när man ställde in en station". Kungens radio fick den önskade stationsmarkeringen på en inbyggd europakarta “på vilken 29 av de större sändarstationerna äro utmärkta medelst små runda fönster med bakom placerade signallampor”.  Andra finesser med denna radio var dubbla plattväxlare och dubbla volymkontroller som möjliggjorde överbländningar  mellan två grammofonskivor. Kungens radio hade även Gustaf V:s namnchiffer på fronten och kungen lär ha blivit mycket nöjd med resultatet. Han lät Centrum-mottagare installera på Stockholms slott,  Drottningholms slott, Tullgarns slott och på Solliden. Han besökte även fabriken vid Stadsgården. Centrum apparater “med den underbara tonen” levererades bland annat till påven Pius XI, kung Farouk I av Egypten och kejsaren Haile Selassie av Abessinien. Kronprins Gustav Adolf valde en Centrum bilradio till sin nya Mercedes. På 1930-talet blev Gylling & Co respektive Centrum Radio kunglig hovleverantör för både det svenska och det egyptiska hovet. Bertil Gylling hedrades Vasaorden och Nordstjärneorden.

### Centrum Radio i reklamen
Bertil Gylling insåg tidigt betydelsen av god formgivning och slagkraftig marknadsföring för firmans produkter. Centrum Radio torde ha varit en av de första som konsekvent satsade på helsidesannonser i fyrfärgstryck som ofta visades på tidningarnas baksida.
År 1939 stod Centrum Radio för hela ljudanläggningen till den svenska avdelningen på världsutställningen i New York, även det kunde nyttjas i reklamen liksom att kända stadsöverhuvuden och sångartister valde Centrum Radio. I samband med att kung Farouk I beställde tre Centrum-mottagare utställdes apparaterna i ett av NK:s skyltfönster vid Hamngatan i Stockholm. Reklambroschyren från 1937 pryds av fyra vikingaskepp i färg och texten "Centrum Radio - på segertåg genom världen".

### Generationsskifte och avveckling av Centrum Radio

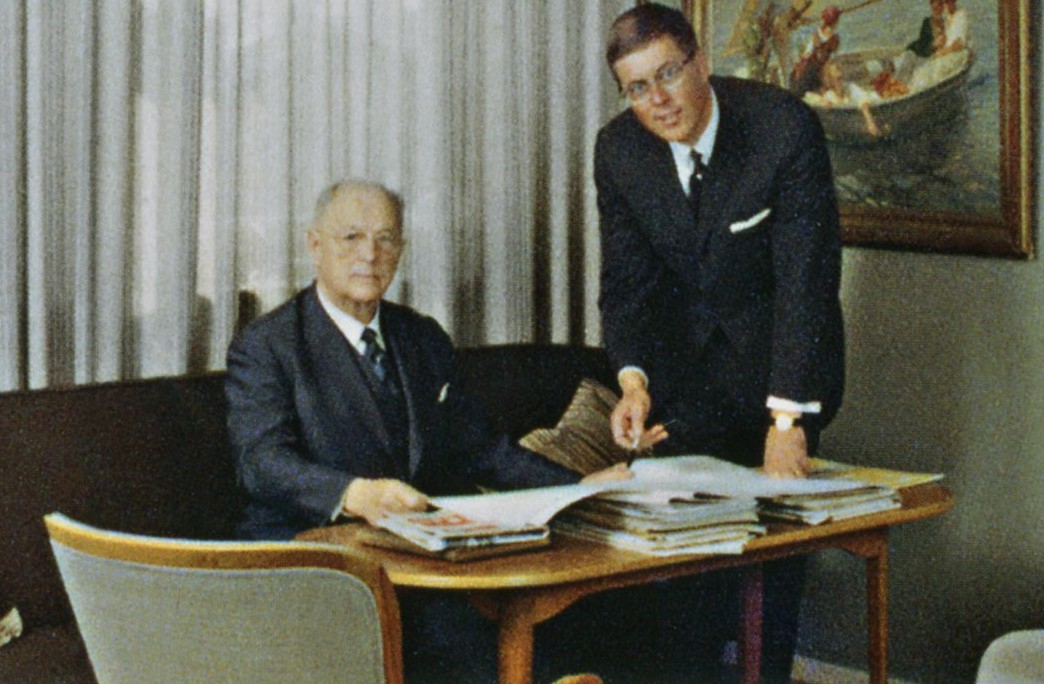
Bertil Gylling senior och junior 1960-tal.

År 1951 kom sonen Bertil Gylling (junior) in i företaget. Produktpaletten innehöll bland annat radioapparater, snabbtelefoner, TV-apparater (licenstillverkad)  och antenner. 1955 hade Centrum Radio 600 medarbetare. Snabbtelefoner ur egen produktion skulle så småningom bli företagets stora marknad (såld 1967 till LM Ericsson) med en egen fabrik i Oskarshamn. Den egna radioproduktionen avvecklades 1964 och bara funktion som återförsäljare och generalagent fanns kvar (bland annat för Nordmende, Sony, Samsung och Apple  på 1970- och 1980-talen). 
År 1958 flyttade företaget till Gröndal och 1962 blev Gylling (junior) VD för Gylling & Co. Då hade man över 1 500 medarbetare. 1968 flyttade firman från Gröndal till Ulvsunda industriområde och Bertil  Gylling (nu i 80-årsåldern) började trappa ner. Han höll sig hemma på Vårbacka. Vårbacka skulle stanna i familjens ägo till 1983, året efter att Bertil Gylling hade avlidit 95 år gammal.
Under tidigt 1990-tal grundades Gylling Optima Batteries som tillverkade och marknadsförde högteknologiska bly- syrabatterier. Företaget såldes år 2000 till en av USA:s största batteriproducenter; JCI Inc. Idag (2011) är Gylling Teknik AB  ett helägt dotterbolag till det norska Gyllingbolaget Gylling Teknikk AS som grundades i maj 1983 och som i sin tur ingår i Gylling Gruppen.
Varumärket Centrum ägs (2014) av hemelektronikkedjan Netonnet, som använder det till eget designade lågbudgetapparater från Sydostasien. Några övriga kopplingar till av Gylling ägda intressen finns dock inte. Netonnet ägs i sin tur av familjeföretaget Siba.
Bertil Gylling är begravd på Skogskyrkogården i Stockholm.